# Рудбар-е-Дех-Сар
Рудбар-е-Дех-Сар (перс. رودبارده سر) — село в Ірані, у дегестані Коджід, у бахші Ранкух, шагрестані Амлаш остану Ґілян. За даними перепису 2006 року, його населення становило 30 осіб, що проживали у складі 11 сімей.